# Tatjana Żuk
Tatjana Aleksiejewna Żuk, po mężu Szestierniowa, następnie Sokołowa ros. Татьяна Алексеевна Жук (ur. 1 stycznia 1946 w Petersburgu, zm. 21 marca 2011 w Oriechowo-Zujewo) – radziecka łyżwiarka figurowa startująca w parach sportowych z Aleksanderem Gawriłowem, a następnie z Aleksandrem Gorielikiem. Wicemistrzyni olimpijska z Grenoble (1968) i uczestniczka igrzysk olimpijskich (1964), dwukrotna wicemistrzyni świata (1966, 1968), dwukrotna wicemistrzyni Europy (1966, 1968) oraz mistrzyni Związku Radzieckiego (1960).
Jej starszym bratem był były łyżwiarz figurowy i trener Stanisław Żuk, zaś bratową jej trenerka Nina Żuk. Jej pierwszym mężem był piłkarz Albiert Szestierniow z którym miała dziecko.

## Osiągnięcia

### Solistki
| Mistrzostwa Związku Radzieckiego | 2 |

### Pary sportowe

#### Z Aleksandrem Gorielikiem
| Zawody                           | 1965           | 1966           | 1967           | 1968           |                |                |                |                |                |                |                |                |                |                |                |                |                |
| Międzynarodowe                   | Międzynarodowe | Międzynarodowe | Międzynarodowe | Międzynarodowe | Międzynarodowe | Międzynarodowe | Międzynarodowe | Międzynarodowe | Międzynarodowe | Międzynarodowe | Międzynarodowe | Międzynarodowe | Międzynarodowe | Międzynarodowe | Międzynarodowe | Międzynarodowe | Międzynarodowe |
| -------------------------------- | -------------- | -------------- | -------------- | -------------- | -------------- | -------------- | -------------- | -------------- | -------------- | -------------- | -------------- | -------------- | -------------- | -------------- | -------------- | -------------- | -------------- |
| Igrzyska olimpijskie             |                |                |                | 2              |                |                |                |                |                |                |                |                |                |                |                |                |                |
| Mistrzostwa świata               | 3              | 2              |                | 2              |                |                |                |                |                |                |                |                |                |                |                |                |                |
| Mistrzostwa Europy               | 3              | 2              |                |                |                |                |                |                |                |                |                |                |                |                |                |                |                |
| Krajowe                          |                |                |                |                |                |                |                |                |                |                |                |                |                |                |                |                |                |
| Mistrzostwa Związku Radzieckiego |                | 2              |                |                |                |                |                |                |                |                |                |                |                |                |                |                |                |

#### Z Aleksanderem Gawriłowem
| Zawody                           | 1960           | 1961           | 1962           | 1963           | 1964           |                |                |                |                |                |                |                |                |                |                |                |                |
| Międzynarodowe                   | Międzynarodowe | Międzynarodowe | Międzynarodowe | Międzynarodowe | Międzynarodowe | Międzynarodowe | Międzynarodowe | Międzynarodowe | Międzynarodowe | Międzynarodowe | Międzynarodowe | Międzynarodowe | Międzynarodowe | Międzynarodowe | Międzynarodowe | Międzynarodowe | Międzynarodowe |
| -------------------------------- | -------------- | -------------- | -------------- | -------------- | -------------- | -------------- | -------------- | -------------- | -------------- | -------------- | -------------- | -------------- | -------------- | -------------- | -------------- | -------------- | -------------- |
| Igrzyska olimpijskie             |                |                |                |                | 5              |                |                |                |                |                |                |                |                |                |                |                |                |
| Mistrzostwa świata               |                |                |                | 3              | 6              |                |                |                |                |                |                |                |                |                |                |                |                |
| Mistrzostwa Europy               | 10             |                |                | 3              | 3              |                |                |                |                |                |                |                |                |                |                |                |                |
| Krajowe                          |                |                |                |                |                |                |                |                |                |                |                |                |                |                |                |                |                |
| Mistrzostwa Związku Radzieckiego | 1              | 3              | 2              | 2              |                |                |                |                |                |                |                |                |                |                |                |                |                |